# Yaniv Katan
Yaniv Katan (in ebraico יניב קטן‎?; Kiryat Ata, 27 gennaio 1981) è un ex calciatore israeliano, di ruolo attaccante.

## Palmarès

### Club
- Campionato israeliano: 5

Maccabi Haifa: 2000-2001, 2001-2002, 2003-2004, 2004-2005, 2008–2009
- Coppa di Lega israeliana: 2

Maccabi Haifa: 2001-2002, 2007-2008